# Сайан, Биду
Биду Сайан (порт. Bidu Sayão, полное имя Balduína de Oliveira Sayão; 1902—1999) — бразильская оперная певица (сопрано). Одна из самых известных бразильских певиц, получившая международное признание, была ведущей солисткой «Метрополитен-оперы» в Нью-Йорке с 1937 по 1952 годы.

## Биография
Родилась 11 мая 1902 года в районе Ботафого города Рио-де-Жанейро.
Когда Биду было пять лет, умер её отец. Мать стремилась дать ей музыкальное образование, всячески поддерживая одарённую девочку.
В восемнадцать лет Биду дебютировала в Рио-де-Жанейро. Её талант привёл к возможности учиться у знаменитой румынской сопрано Елены Теодорини сначала в Бразилии, затем в Румынии. Затем певица обучалась у известного польского тенора и педагога Яна Решке в Ницце. В середине 1920-х — начале 1930-х годов, Биду Сайан выступала в Риме, Буэнос-Айресе, Париже, а также в её родной Бразилии. Будучи в Италии, познакомилась с владельцем Театро Костанци (ныне Римский оперный театр) — бизнесменом и импресарио Вальтером Мокки. После смерти его жены — знаменитой итальянской певицы Эммы Карелли, между певицей и импресарио завязались романтические отношения, они поженились и переехали в Бразилию. Позже Биду развелась и вышла замуж за итальянского баритона Джузеппе Данизе (англ. Giuseppe Danise).
В 1930 году Сайан дебютировала в Ла Скала в Милане, а в следующем году пела роль Джульетты в опере «Ромео и Джульетта» в Парижской опере. Также работала в других парижских театрах. Вскоре она стала одним из ведущих лирико-колоратурных сопрано в Европе, особенно в Италии и Франции. Её репертуар включал многие ведущие роли известных оперных произведений.
30 декабря 1935 года Бидо Сайан дебютировала в США на сольном концерте в ратуше Нью-Йорка. Её оперный дебют состоялся 21 января 1936 года в Вашингтонской национальной опере (англ. Washington National Opera). Далее певицу ждала длинная и успешная американская карьера.
Будучи любимым певцом бразильского композитора Эйтора Вила-Лобоса, художественное партнёрство с которым длилось много лет, она сделала ряд записей сочинений композитора, в том числе знаменитую Арии (Кантилены) из «Бразильской бахианы» № 5.
Сайан и Данизе приобрели в США дом на берегу океана в городе Линкольнвилл (англ.), штат Мэн. После пятнадцати лет сотрудничества с «Метрополитен-опера», она дала свой последний спектакль в 1952 году, решив уйти из искусства, находясь в лучшей своей форме. В течение следующих двух лет она была приглашенным исполнителем во многих американских городах, а в 1957 году окончательно решила прекратить публичные выступления.
После смерти мужа в 1963 году, Бидо Сайан жила в своем доме в штате Мэн. Она посетила родную Бразилию в последний раз в 1995 году во время карнавала в Рио-де-Жанейро. Умерла 13 марта 1999 года в медицинском центре Penobscot Bay Medical Center города Рокпорт в штате Мэн. Её тело было кремировано и прах развеян над морем.

## Память
- После последнего её визита на родину, бразильское правительство решило почтить её память и в 2000 году был учреждён Международный вокальный конкурс имени Биду Сайан (с целью поощрения бразильских оперных талантов).
- Портрет певицы, написанный Curtis Ether, находится в фойе нью-йоркского театра «Метрополитен-опера».